# Urubamba
Der Río Urubamba ist der rechte Quellfluss des Río Ucayali im Osten von Peru.
Er entspringt an der Wasserscheide zwischen den südöstlichen Andenketten Perus und dem Hochland (Altiplano) Perus und Boliviens, nahe dem Andenpass Abra la Raya nordwestlich des Titicaca-Sees.

## Flusslauf
Parallel östlich bzw. nördlich des Flusses Río Apurímac fließt der Urubamba durch eine der kulturell und landschaftlich vielfältigsten Gegenden Perus, vorbei an zahlreichen Ruinenanlagen der Inkas und älterer Kulturen (Siehe auch Valle Sagrado).
Nach der Ortschaft Ollantaytambo windet sich der Urubamba durch die tiefen Schluchten (z. B. Cañon Torontoy) mäanderförmig in Richtung Regenwald. An dieser Stelle befindet sich hoch oben die Ruinenstadt Machu Picchu im Nebelwald. An den Ausläufern der Ost-Kordilleren durchzieht er danach ein breites und fruchtbares Tal (Früchte- und Teeanbau) der Provinz La Convención mit dem regionalen Zentrum Quillabamba. Weiter westlich entschwindet der Fluss Urubamba in den Regenwald, durch die letzten Ausläufer der Anden und diese beim Durchbruchstal „Pongo de Mainique“ durchstoßend, vorbei an den Erdgasquellen von Camisea, bevor er sich bei Atalaya mit dem Río Tambo zum Río Ucayali vereint.

### Valle Sagrado
Das Valle Sagrado („Heiliges Tal der Inka“, Quechua: Willka Qhichwa) ist das landwirtschaftlich bedeutendste Hochtal der Inkas. Als Valle Sagrado wird die Gegend zwischen den Ortschaften Písac und Ollantaytambo, nördlich der Stadt Cusco, bezeichnet. Dieses ursprünglich tiefe Tal am Fuße von Schneebergen wurde durch Schwemm-Material breit (teilweise über 3 km) und bildet so bis heute ertragreichen Boden für den Ackerbau (insbesondere Maisanbau). Hier liegen nebst den zuvor genannten kleineren Ortschaften Písac und Ollantaytambo weitere kleinere Siedlungen sowie die größeren Zentren Calca und Urubamba.

## Wasserkraftnutzung
Am Río Urubamba liegen die Wasserkraftwerke Machupicchu und Santa Teresa.

## Name
Der Río Urubamba wird bis zum Zusammenfluss des Río Huatanay östlich von Cusco (bei Caicay) auch Río Vilcanota (Vilcomayo, Quechua: Willkamayu, „Heiliger Fluss“) genannt. Der Name entstammt dem Quechua und bedeutet so viel wie „Ebene der Spinnen“ (was sich auf die Talebene bezieht; der Fluss heißt in seiner gesamten Länge auf Quechua Willkamayu).

## Der Urubamba im Film
Der Río Urubamba ist einer der Flüsse, an dem Werner Herzog 1971 den Film Aguirre drehte, mit dem er einen spanischen Expeditionszug auf der Suche nach dem Goldland Eldorado schildert. In der Hauptrolle des Aguirre trat Klaus Kinski auf.
Auch Herzogs Fitzcarraldo (ebenfalls mit Klaus Kinski als der Hauptdarsteller) sowie Teile seines Ein fürsorglicher Sohn wurden am Río Urubamba gedreht.

## Die größten Zuflüsse
Zu den größten Zuflüssen gehören (flussabwärts):
- Río Yavero (rechts)
- Río Timpía (rechts)
- Río Mantalo (links)
- Río Camisea (rechts)
- Río Picha (links)
- Río Inuya (rechts)

## Bedeutende Ortschaften am Fluss
(Reihenfolge in Flussrichtung)
- Sicuani
- Raqchi (Ruine)
- Urcos
- Andahuaylillas
- Pikillaqta (Ruine)
- Pisac (Ort und Ruine)
- Calca
- Yucay
- Urubamba
- Ollantaytambo
- Llactapata (Ruine)
- Aguas Calientes
- Machu Picchu (Ruine)
- Santa Teresa
- Quillabamba
- Echarate
- Quellouno
- Atalaya
- Colonia Penal de Shepua

## Filme
- Flüsse der Welt: Urubamba – Der Fluss der Ahnen, Arte-Dokumentation 2010